# Passalidae
Passalidae — невелика родина жуків надродини скарабеоїдні, що налічує понад 500, або навіть понад 1000 видів, поширених переважно в тропіках. Личинки розвиваються в деревині, що гниє. Імаго живуть напів соціальними групами, сумісно турбуючись про нащадків та спілкуючись між собою за допомогою стридуляційного апарату.
Зазвичай блискучі чорні жуки з довжиною тіла від 1 до 8 см.

## Систематика та ареал
Родину поділяють на 2 підродини та 7 триб, згідно з системою Буше (фр. Boucher) 2005 року. Представники підродини Aulacocyclinae поширені в Старому Світі, тоді як Passalinae трапляються по всій тропічній зоні. Кожна з триб має своє географічне поширення.
- Aulacocyclinae
  - Aulacocyclini — Південно-Східна Азія та східна Австралія
  - Ceracupini — Азія
- Passalinae
  - Leptaulacini — Південно-Східна Азія, єдиний рід Leptaulax[es]
  - Macrolinini — Південно-Східна Азія та східна Австралія
  - Passalini — Америка
  - Proculini — Америка
  - Solenocyclini — Африка та Мадагаскар

## Галерея

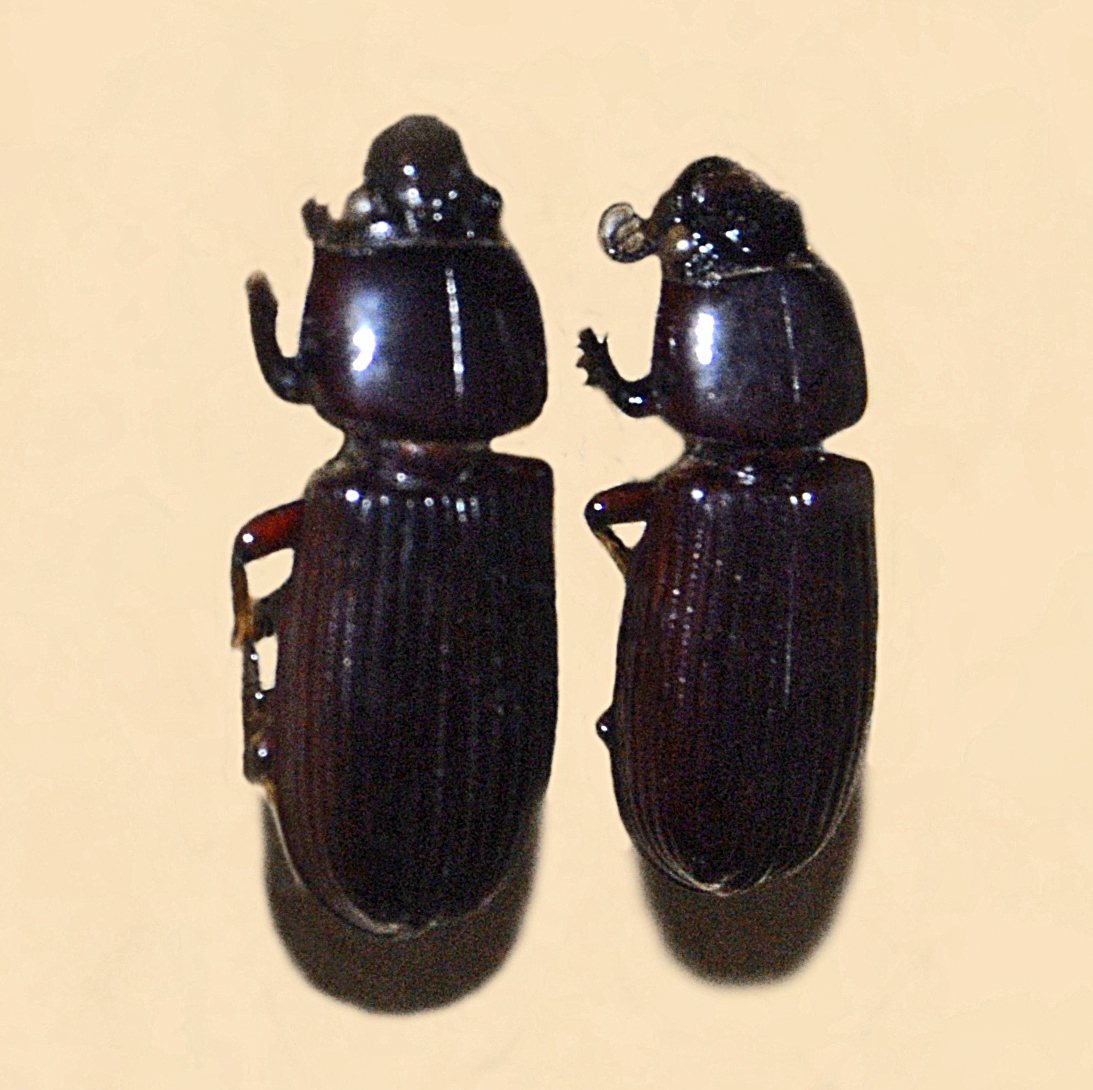
Didymus laevis, Сан-Томе і Принсіпі
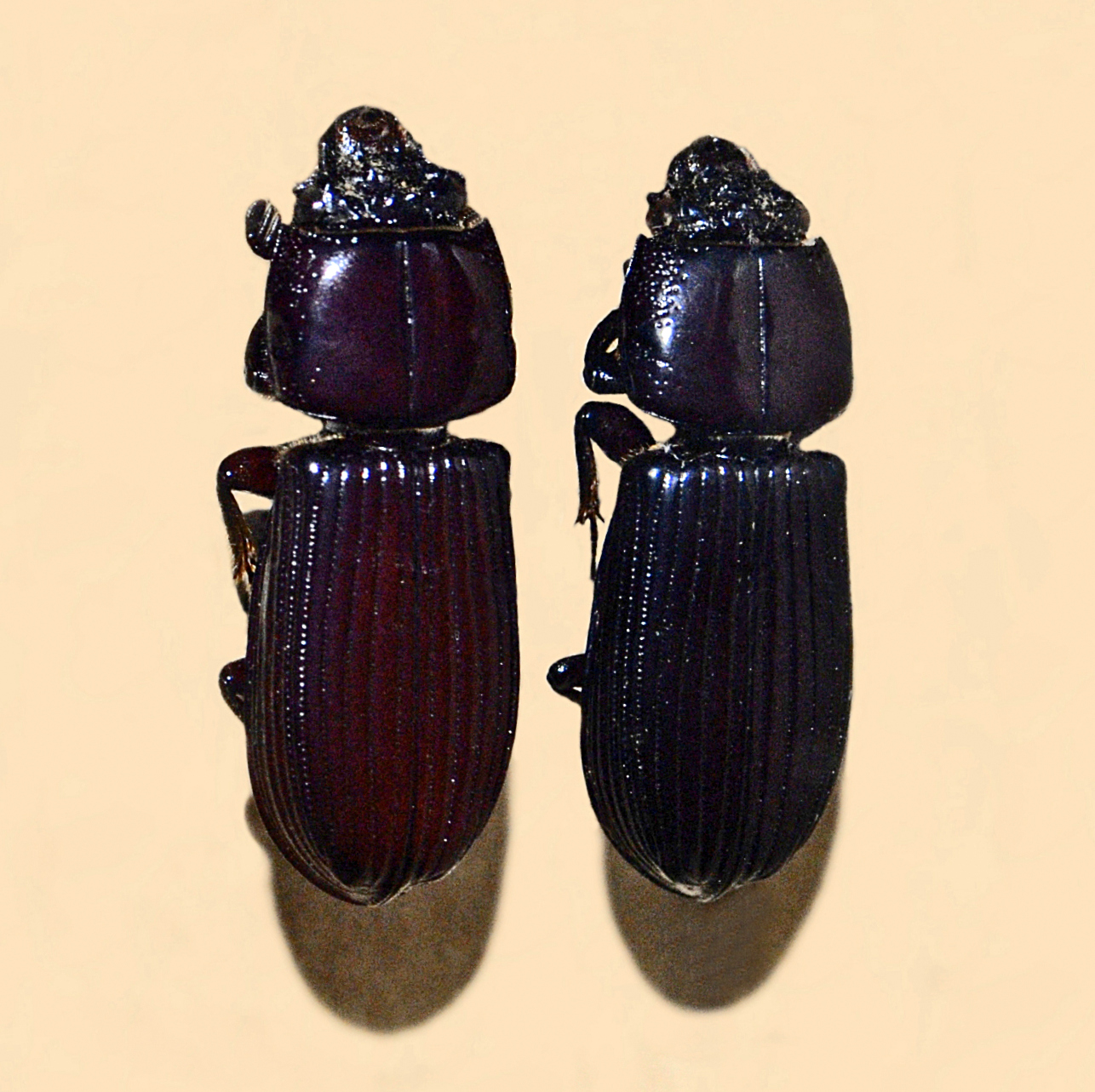
Didymus parastictus , Екваторіальна Гвінея
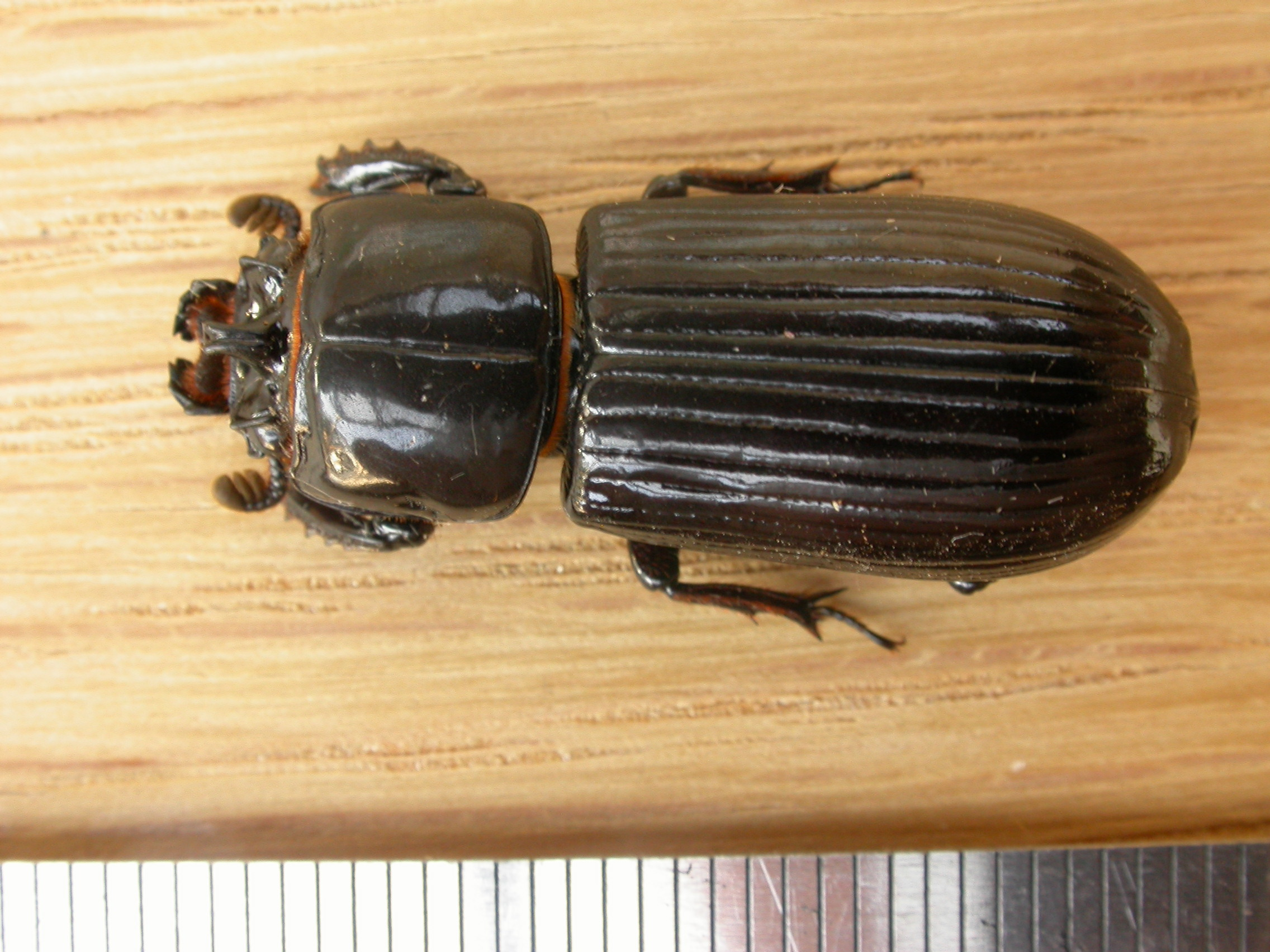
Aulacocyclus edentulus, Австралія
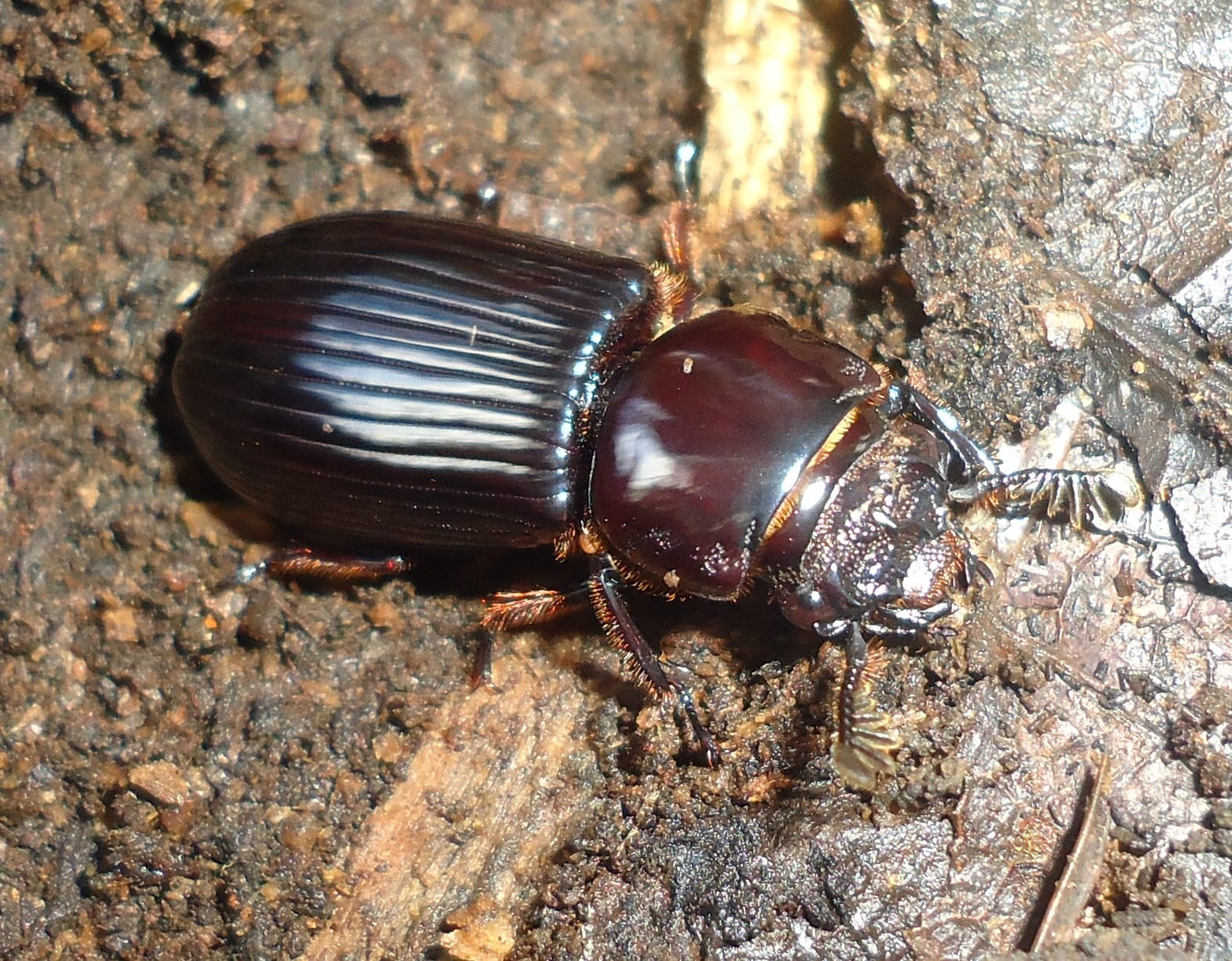
Aceraius laevicollis, Філіппіни
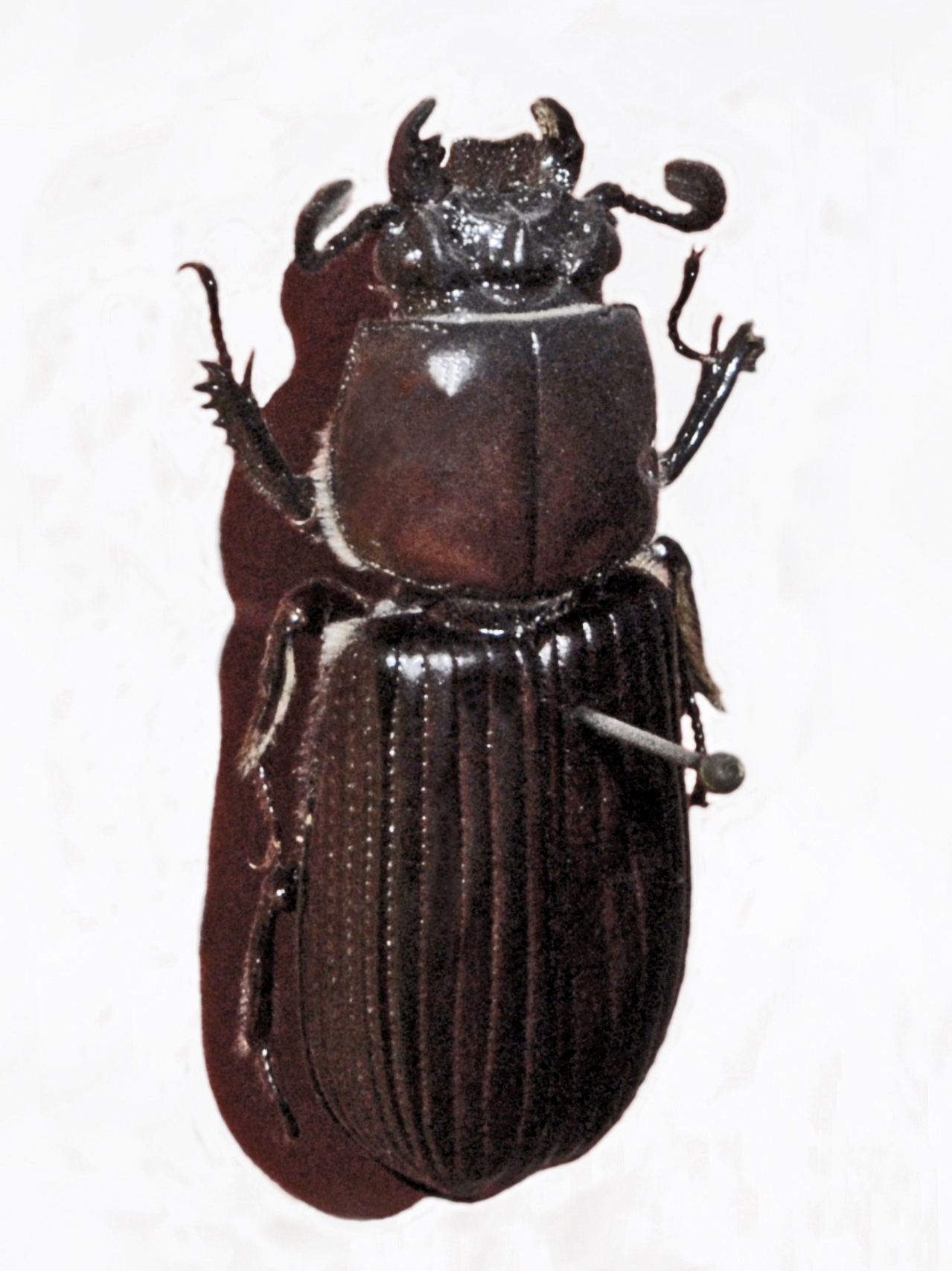
Passalus punctiger
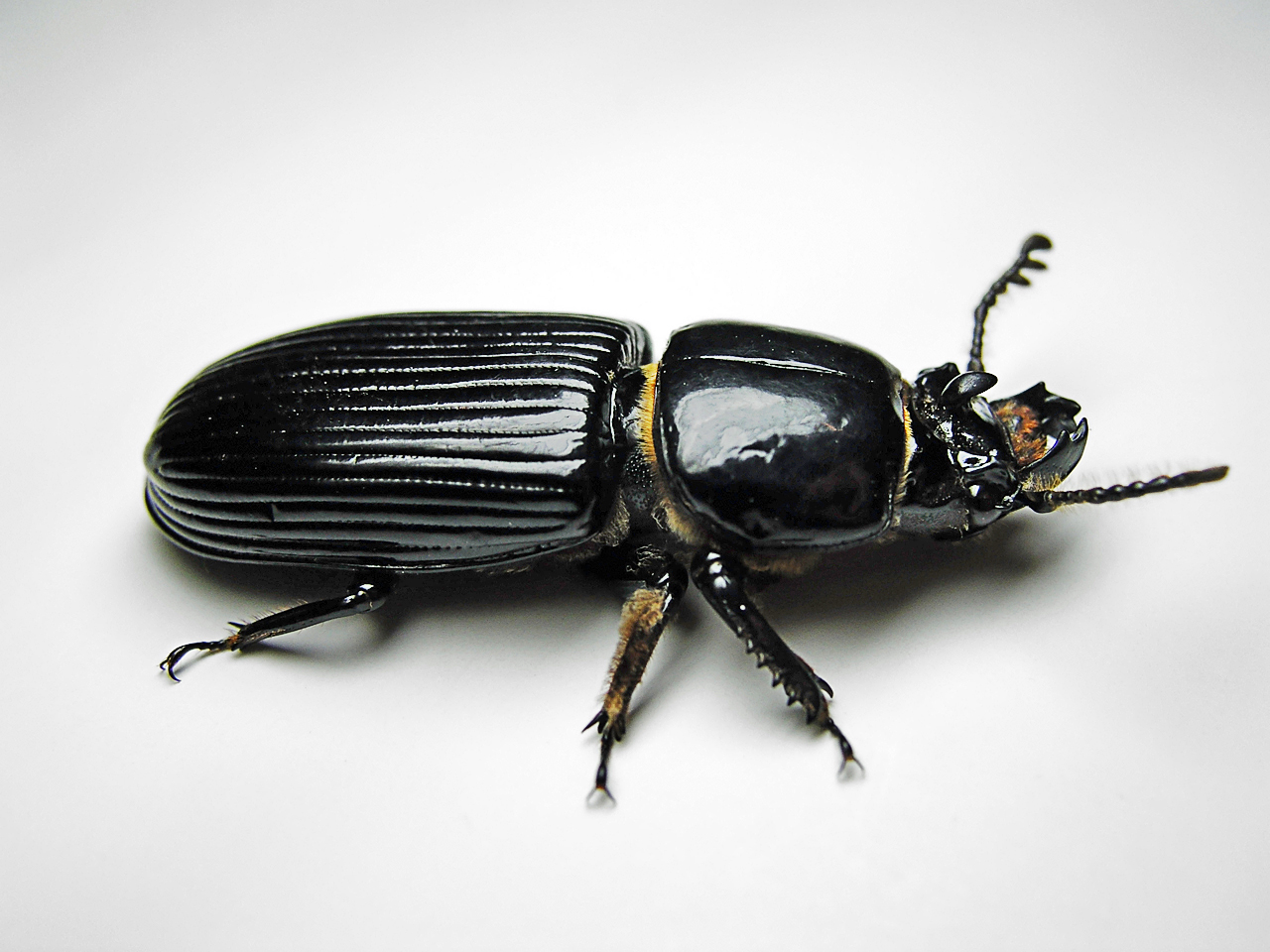
Odontotaenius disjunctus, США